# Kiwiszki (stacja kolejowa)
Kiwiszki (lit. Kyviškės, ros. Кивишкес) – stacja kolejowa w Kiwiszkach, w rejonie wileńskim, na Litwie. Leży na linii Wilno - Mińsk.
Przed II wojną światową istniał tu przystanek.

## Osada
Stacja stanowi odrębną miejscowość. W dwudziestoleciu międzywojennym leżała w Polsce, w województwie wileńskim, w powiecie wileńsko-trockim, w gminie Mickuny. W 1931 miejscowość liczyła 24 mieszkańców, zamieszkałych w 3 budynkach.
Po II wojnie światowej w granicach Związku Sowieckiego. Od 1991 na niepodległej Litwie, w okręgu wileńskim, w rejonie wileńskim, w gminie Mickuny (w przeciwieństwie do wsi Kiwiszki, która leży w gminie Szaterniki).